# 日産サニー事件
日産サニー事件（にっさんサニーじけん）とは、1967年（昭和42年）10月27日深夜、福島県いわき市で発生した強盗殺人事件。
犯行を自供した男は、公判が始まると犯行を否認した。

## 事件の概要
1967年10月27日深夜、日産サニー福島販売（→日産サティオ福島）いわき営業所（現：福島日産自動車いわき内郷店）内で、宿直員（当時29歳）が何者かに刃物で刺されて殺害され、金庫にあった現金2100円位と男性用ズボン1本が奪われた。被害者は犯人と格闘したとみられ、全身に20か所以上の刺し傷を負っていた。
捜査が難航し、迷宮入りも噂されていた翌1968年（昭和43年）5月7日、神社の床下にあった大工道具を持ち出そうとしたとして、窃盗の疑いで逮捕された電電公社（現：NTT）職員の男性（当時29歳）が、本事件の犯行を自供したとして再逮捕された。物的証拠はなく、この男の自白だけが逮捕の根拠だった。
公判が開始されると被告は犯行の全面否認を行い、当日のアリバイや動機がないことなどを訴えた。1969年（昭和44年）4月2日、福島地方裁判所いわき支部は被告を有罪として無期懲役を言い渡した。アリバイは家族の証言のみだったため却下された。1970年（昭和45年）4月16日、仙台高等裁判所が控訴を棄却、1971年（昭和46年）4月19日、最高裁判所が上告を棄却し無期懲役が確定した。
1988年（昭和63年）4月に仮出所、同年7月に再審請求を行った。1992年（平成4年）3月23日、福島地裁が再審開始の決定を行い、検察は即時抗告となった。1995年（平成7年）5月10日、仙台高裁が再審請求を棄却、1999年（平成11年）3月9日、最高裁は高裁判決を支持して被告の抗告を棄却した。

## 冤罪主張の根拠
- 致命傷とされた刺し傷から推定される凶器は、容疑者が自白したような果物ナイフとは合致しない。
- 犯人の足跡は26〜27センチ。容疑者の靴のサイズは24.5センチ。
- 犯行時に着ていたとされる衣類、凶器とされたドライバーから血液反応がなかった。